# Иван Паспаланов
Иван Генчев Паспаланов е български психолог.

## Биография
Роден е на 26 декември 1943 г. в Стара Загора. През 1973 г. завършва педагогика със специализация психология в Софийския университет и става асистент в университета. Специализира в Московския държавен университет през 1976 г. От 1982 г. е аспирант на самостоятелна подготовка. От 1982 г. е кандидат на науките (доктор) с дисертация на тема „Влияние на някои социално-психологически фактори върху трудовата активност на личността“. През 1986 г. става доцент. Членува в различни организации като Дружеството на психолозите в България (от 1975), на СНРБ (1979), на Международния съвет на психолозите, САЩ (1984), на Международното общество за тестиране на тревожността, Холандия (1984), на Международното общество за изучаване на индивидуалните различия, Англия (1984), на Европейската асоциация по психология на личността, ФРГ (1985), на Световния съвет за надарени и талантливи деца, САЩ (1985). Преподавал е Психология на личността (от 1977) и психологически методи за изследване на личността. Заедно с Димитър Щетински през 1984 г. адаптира теста на Ханс Айзенк за български условия. От 1990 до 1991 г. е заместник-министър на образованието.